# Núr al-Hussain
Núr al-Hussain (arabsky: نور الحسين), rozená Lisa Najeeb Halaby (* 23. srpna 1951, Washington, D.C.)  je čtvrtá manželka a vdova po jordánském králi Husajnovi I. Byla manželkou královnou od sňatku v roce 1978 až do královy smrti v roce 1999.
Je nejdéle sloužící členkou rady komisařů Mezinárodní komise pro pohřešované osoby. Od roku 2011 je prezidentkou hnutí United World Colleges a je obhájkyní kampaně proti šíření jaderných zbraní Global Zero. V roce 2015 získala královna Núr za svou veřejnou činnost cenu Woodrowa Wilsona udělovanou Princetonskou univerzitou. 